# Cal Sistaré
Cal Sistaré és un edifici del municipi d'Igualada (Anoia) protegit com a bé cultural d'interès local.

## Descripció
El més destacable d'aquest edifici és la façana on hi trobem els elements que s'aniran repetint quasi invariablement en totes les edificacions de l'autor, l'arquitecte Isidre Gili i Moncunill. Així trobem l'ornamentació floral en les llindes i brancals de les obertures, a base de relleus, la ceràmica de reflexos metàl·lics i rajoles decorades, així com l'ús del carreu en la planta baixa, i el treball de forja. La promotora de l'obra fou Francisca Sisteré i Gabarró.